# Vladimír Šubrt
Vladimír Šubrt (* 14. ledna 1940, Brno) je bývalý československý hráč ledního hokeje.

## Klubové statistiky
| Sezona     | Klub                 | Soutěž     | Základní část | Základní část | Základní část | Základní část | Základní část | Play off | Play off | Play off | Play off | Play off |
| Sezona     | Klub                 | Soutěž     | Z             | G             | A             | B             | TM            | Z        | G        | A        | B        | TM       |
| ---------- | -------------------- | ---------- | ------------- | ------------- | ------------- | ------------- | ------------- | -------- | -------- | -------- | -------- | -------- |
| 1957-58    | Rudá hvězda Brno     | TCH        | —             | —             | —             | —             | —             | —        | —        | —        | —        | —        |
| 1958-59    | Rudá hvězda Brno     | TCH        | —             | —             | —             | —             | —             | —        | —        | —        | —        | —        |
| 1959-60    | Rudá hvězda Brno     | TCH        | 0             | 0             | 0             | 0             | —             | —        | —        | —        | —        | —        |
| 1960-61    | Rudá hvězda Brno     | TCH        | 10            | 1             | 1             | 2             | —             | —        | —        | —        | —        | —        |
| 1961-62    | Rudá hvězda Brno     | TCH        | 5             | 1             | 0             | 1             | —             | —        | —        | —        | —        | —        |
| 1962-63    | TJ ZKL Brno          | TCH        | 3             | 0             | 0             | 0             | —             | —        | —        | —        | —        | —        |
| 1963-64    | TJ ZKL Brno          | TCH        | 4             | 0             | 1             | 1             | —             | —        | —        | —        | —        | —        |
| 1964-65    | Spartak Královo Pole | TCH-2      | —             | —             | —             | —             | —             | —        | —        | —        | —        | —        |
| 1965-66    | Spartak Královo Pole | TCH-2      | —             | —             | —             | —             | —             | —        | —        | —        | —        | —        |
| 1966-67    | Spartak Královo Pole | TCH-2      | —             | —             | —             | —             | —             | —        | —        | —        | —        | —        |
| 1967-68    | Spartak Královo Pole | TCH-2      | —             | —             | —             | —             | —             | —        | —        | —        | —        | —        |
| 1968-69    | TJ Ingstav Brno      | TCH-2      | —             | —             | —             | —             | —             | —        | —        | —        | —        | —        |
| 1969-70    | TJ Ingstav Brno      | TCH-2      | —             | —             | —             | —             | —             | —        | —        | —        | —        | —        |
| TCH celkem | TCH celkem           | TCH celkem | 22            | 2             | 2             | 4             | —             | —        | —        | —        | —        | —        |